# Jannie
Jannie er en dansk dokumentarfilm fra 1983 instrueret af Karl Jensen.

## Handling
Filmen handler om den 16-årige Jannie, der er blevet gravid. Den viser Jannies reaktion på graviditeten i forhold til hendes mor, Lars, fyren der har gjort hende gravid og veninden Karin. Jannie beslutter sig til at få abort.